# Josef Košťálek
Josef Košťálek (Kladno, 31 de agosto de 1909 - 21 de novembro de 1971) foi um futebolista e treinador checo que atuava como meio-campo.

## Carreira
Josef Košťálek fez parte do elenco da Seleção Checoslovaca de Futebol, na Copa de 1934 e 1938. 

## Títulos
- Copa do Mundo: Vice - 1934